# NGC 1483
NGC 1483 (другие обозначения — ESO 201-7, IRAS03512-4737, PGC 14022) — спиральная галактика с перемычкой (SBbc) в созвездии Часы. Открыта Джеймсом Данлопом в 1826 году. Описание Дрейера: «довольно тусклый, довольно крупный объект круглой формы, более яркий в середине». Абсолютная звёздная величина галактики в полосе B — −17.46m, расстояние до неё от Млечного Пути — 16 Мпк.
Этот объект входит в число перечисленных в оригинальной редакции «Нового общего каталога».
Галактика NGC 1483 входит в состав группы галактик NGC 1493. Помимо NGC 1483 в группу также входят IC 2000, NGC 1493, NGC 1494, PGC 13979 и PGC 14125.